# عقبة المشوح
عقبة المشوح (مواليد 5 يناير 1992) هو لاعب كرة قدم سعودي يلعب في نادي الساحل.

## مسيرة اللاعب
لعب في الفئات السنية في نادي الهلال و لعب بعدها في نادي البكيرية ونادي حطين ونادي الأخدود ونادي الحزم ونادي نجران ونادي الجيل ونادي الساحل.